# Trey Azagthoth
Trey Azagthoth (vlastním jménem George Emmanuel III, * 26. března 1965) je americký hudebník známý jako zakladatel a kytarista floridské deathmetalové kapely Morbid Angel.
Trey začal hrát ve svých šestnácti letech a často používá whammy bar, tapping, kvákadlo a další efekty, takže jeho kytara má odlišný kvílející zvuk, který jeho fanoušci považují za jeho značku. Pro skupinu Morbid Angel používá také syntezátor a jako své vzory uvádí Mozarta, Van Halena a Randyho Rhoadse. Kolekce jeho nejznámějších sól byla vydána na druhé straně desky Formulas Fatal to the Flesh pod názvem Love of Lava. Poté byla tato kolekce vydána také na druhém disku osmého alba kapely, zvaného Heretic. Mezi jeho další zájmy patří anime, kam patří jeho oblíbené seriály Sailor Moon a Gundam. Mezi jeho oblíbené PC hry patří série Doom a Quake, dále hry Castlevania, Street Fighter, Devil May Cry, Legacy of Kain nebo Metal Gear Solid. Při psaní a nahrávání desky Heretic v roce 2003 dokonce sám vytvořil level pro ZDoom, který pojmenoval Chambers of Dis a poskytl ho ke stažení na svém profilu MySpace a na oficiální stránce kapely.
Decibel Magazine ho zařadil na první místo svého seznamu nejlepších death metalových kytaristů a britský novinář Joel McIver ho zařadil na sedmé místo ve své knize, kde seřadil 100 nejlepších metalových kytaristů. Používá především kytary Ibanez a Jackson, jednu dobu používal také kytaru B.C. Rich, ale poté na svém profilu MySpace sdělil, že podepsal smlouvu se společností Dean Guitars, která mu udělá personifikovanou kytaru X-Core V.